# PCO (przedsiębiorstwo)
PCO S.A. (wcześniej Bumar Żołnierz i Przemysłowe Centrum Optyki) – spółka skarbu państwa zajmująca się produkcją:
- systemów kierowania ogniem
- noktowizorów
- systemów wykrywania promieniowania laserowego
- systemów obserwacyjnych

## Historia
W 1976 powstało „Przemysłowe Centrum Optyki w budowie”, posiadające status przedsiębiorstwa obronnego, wykonujące zadania związane z obroną i bezpieczeństwem państwa. W 1994 zostało przekształcone w jednoosobową spółkę skarbu państwa pod firmą „Przemysłowe Centrum Optyki Spółka Akcyjna”. W 2002 roku 80% akcji spółki przekazano Bumarowi sp. z o.o.
W roku 2008 PCO S.A. przeniosło się do nowo wybudowanej siedziby przy ul. Jana Nowaka-Jeziorańskiego 28 w Warszawie, do zaprojektowanego specjalnie na potrzeby działalności spółki kompleksu budynków.
W 2009 roku Przemysłowe Centrum Optyki S.A. zostało jedną ze spółek, które weszły w skład tworzonej w ramach Grupy Bumar Dywizji Bumar Żołnierz – mającej oferować wyroby tworzące ekwipunek żołnierza piechoty.
Dawna siedziba Przemysłowego Centrum Optyki S.A. w 2010 została wyburzona. W jej miejscu ma powstać kompleks mieszkaniowo-usługowy.
26 września 2011 roku w związku z konsolidacją Grupy Kapitałowej Bumar PCO S.A. zmieniło nazwę na Bumar PCO S.A. i stało się spółka wiodącą Grupy.
4 grudnia 2013 roku spółka zmieniła nazwę na PCO S.A.
PCO S.A. należy do Polskiej Grupy Zbrojeniowej S.A. konsolidującej polski przemysł obronny.

## Działalność
Działalność PCO S.A. obejmuje produkcję i sprzedaż wyrobów optoelektronicznych, przyrządów obserwacyjnych i celowniczych, wykorzystujących technikę laserową, termowizyjną i noktowizyjną, przeznaczonych dla wojska oraz innych służb mundurowych. Ponadto przedsiębiorstwo prowadzi prace badawczo-rozwojowe i wdrożeniowe.

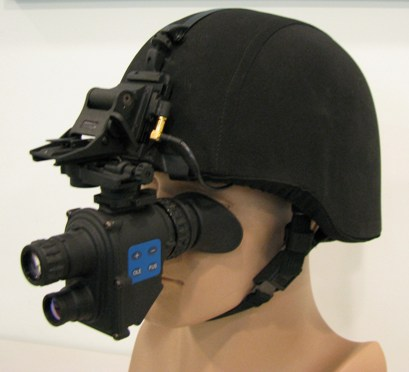
Monokular MTN-1 zamontowany na hełmie

Wśród wyrobów PCO SA są między innymi:
- Strzelecki celownik termowizyjny SCT RUBIN
- Celownik dzienno-nocny Bazalt przeznaczony do broni ręcznej
- Monokular Noktowizyjny MU-3M KOLIBER
- System Wyświetlania Parametrów Lotu SWPL-1 CYKLOP przeznaczony dla pilotów śmigłowców
- Lotnicze Gogle Noktowizyjne PNL-3M przeznaczone do zastosowań cywilnych
- Lotnicze Gogle Noktowizyjne PNL-4
- Dzienno-nocny peryskop dowódcy POD LISWARTA montowany w czołgach T-55, T-55A, T-55AM, T-72, T-72M, bojowych wozach piechoty typu BWP-1, BWP-2, haubicach samobieżnych typu Goździk i wozach zabezpieczenia technicznego typu WZT-1, WZT-2 oraz WZT-3
- Termalny system kierowania ogniem RADEW zaprojektowany w szczególności dla rodziny czołgów T-72
- Uniwersalny system samoosłony pojazdu SSP-1 Obra-3 – przeznaczony jest do wykrywania opromieniowania pojazdów, obiektów wojskowych przez impulsowe dalmierze lub oświetlacze laserowe oraz postawienia zasłony dymnej w kierunku, z którego nastąpiło opromieniowanie.
- Kamery termowizyjne KLW-1 ASTERIA, KMW-1 TEJA oraz KMW-3 TEMIDA